# András Csaplár
András Csaplár   (Mecsér, 16 de novembre de 1912 - Los Angeles, 23 de juliol de 1995) va ser un atleta hongarès, especialista en curses de fons, que va competir durant les dècades de 1930 i 1940.
En el seu palmarès destaca una medalla de bronze en els 10.000 metres del Campionat d'Europa d'atletisme de 1946, a Oslo, rere els finlandesos Viljo Heino i Helge Perälä. Guanyà diversos campionats nacionals, destacant entre d'altres, un dels 5.000 metres (1939), un dels 10.000 metres (1941) i un de la marató (1946). El 1941 aconseguí millorar el rècord del món dels 20 quilòmetres.

## Millors marques
- 5.000 metres. 14' 36.0" (1941)
- 10.000 metres. 30' 25.6" (1941)
- 20. metres . 1h 03' 01,2" (1941)[5]